# BG Geminorum
BG Geminorum är en dubbelstjärna belägen i mellersta delen av stjärnbilden Tvillingarna. Den har en högsta skenbar magnitud av ca 12,9 och kräver ett kraftfullt teleskop för att kunna observeras. Baserat på parallax enligt Gaia Data Release 3 på ca 0,206 mas beräknas den befinna sig på ett avstånd av ca 16 000 ljusår (ca 4 900 parsec) från solen. 

## Egenskaper

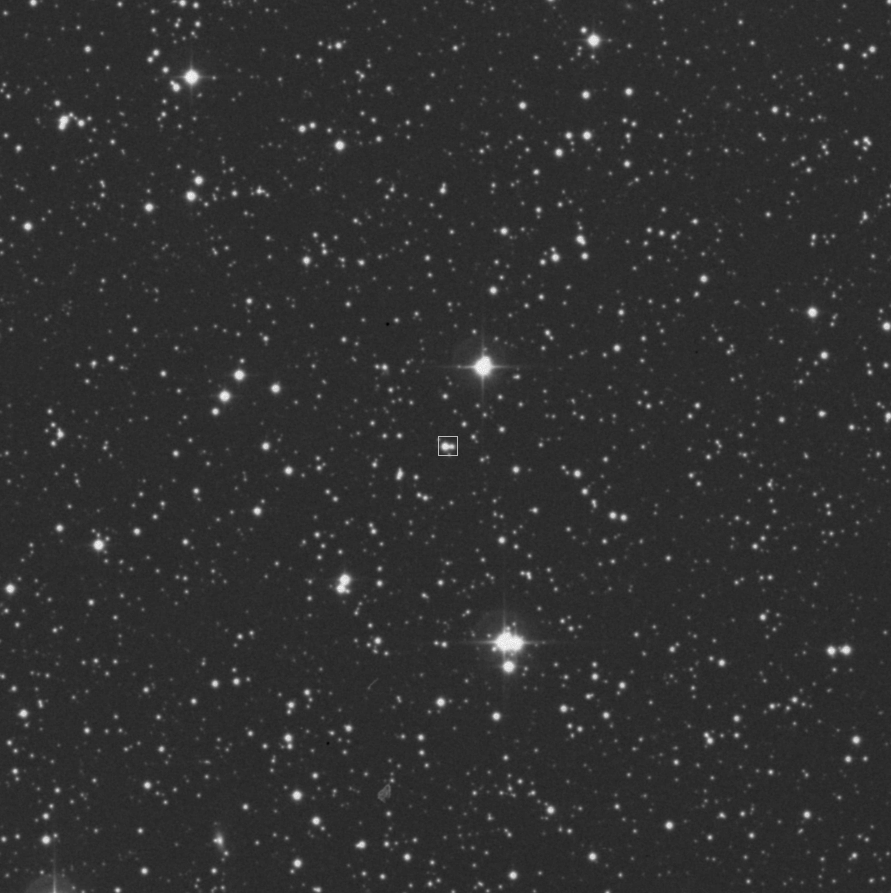
Satellitbild av dubbelstjärnan BG Geminorum

Primärstjärnan BG Geminorum är en orange superjättestjärna av spektralklass K0 I. Den har en massa >0,7 solmassa och en effektiv temperatur av ca 4 500 K.

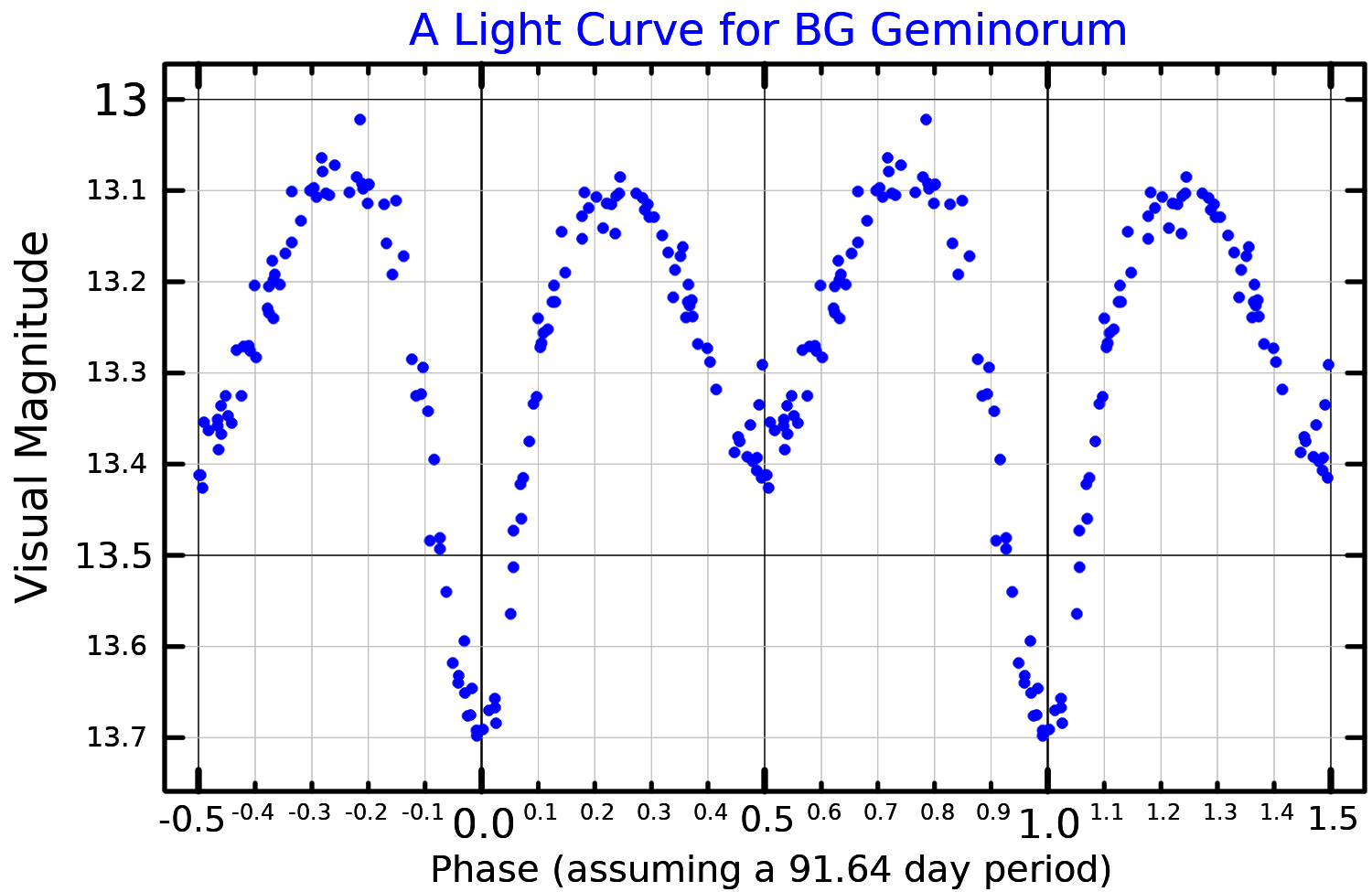
Ljuskurva i visuella bandet för BG Geminorum, anpassad från ASAS-SN-data

BG Geminorum är en förmörkande dubbelstjärna, som består av en superjätte av spektralklass K0 med en mer massiv men osynlig följeslagare, som sannolikt är antingen ett svart hål eller en stjärna av spektralklass B. Material från K0-stjärnan överförs till en ackretionsskiva som omger det oidentifierade objektet.